# Éditions Emmanuelle Collas
Les éditions Emmanuelle Collas sont une maison d'édition française indépendante fondée en 2018 par Emmanuelle Collas.

## Histoire
La société porte le nom de sa créatrice, Emmanuelle Collas, historienne de l'Antiquité. Elle a été créée en 2018, au sein du collectif Anne Carrière, et est diffusée par Média-Diffusion et distribuée par MDS.

## Publications
Les éditions Emmanuelle Collas publient de la littérature française, francophone et étrangère.
En 2020, la maison d'édition obtient avec Les Impatientes de Djaïli Amadou Amal le prix Goncourt des lycéens. Le catalogue comprend à cette date une vingtaine de titres, et compte comme auteurs Grażyna Plebanek, William Navarrete, Selahattin Demirtaş, Nâzım Hikmet, Marie Bardet, Dora Djann Zadig Hamroune, Sabrina Kassa, Mutt-Lon, Sema Kılıçkaya, Prajwal Parajuly, Sikanda de Cayron.